# Mammoth de l'Utah
Le Mammoth de l'Utah, en anglais Utah Mammoth, est une franchise professionnelle de hockey sur glace d'Amérique du Nord basée à Salt Lake City, aux États-Unis.
Le 18 avril 2024, la Ligue nationale de hockey décide de suspendre les activités des Coyotes de l'Arizona et approuve, à travers le vote des gouverneurs des autres franchises de la LNH, la création d'une équipe dans l'Utah,. L'équipe remplace les Coyotes dans la division Centrale de l'association de l'Ouest dès la saison 2024-2025 sous le nom provisoire de Club de hockey de l'Utah.
Dans l'attente de la construction d'un nouvel aréna, promesse du propriétaire Ryan Smith, l'équipe doit jouer ses matchs à domicile au Delta Center, partageant l'amphithéâtre avec le Jazz de l'Utah, équipe de la NBA.

## Histoire
De leur déménagement de Winnipeg à Phoenix, en 1996, à leur mise en pause, à l'issue de la saison 2023-2024, les Coyotes connaissent toutes les difficultés du monde à assurer leur stabilité. Bien que, sportivement, elle se qualifie pour les séries éliminatoires de la Coupe Stanley lors de cinq de ses six premières saisons dans la ligue, l'équipe est secouée par d'incessants changements de direction administrative. Le 18 avril 2024, devant l'impossibilité pour son proriétaire, Alex Meruelo (en), de bâtir un nouvel aréna pour remplacer le Mullett Arena (en), patinoire universitaire de seulement 4 600 places dans laquelle jouent les Coyotes de 2022 à 2024, la Ligue nationale de hockey décide de suspendre les activités de la franchise dans l'Arizona, laissant à Meruelo la possibilité d'en construire un nouveau dans un laps de temps de cinq ans. Les gouverneurs des équipes de la LNH votent à l'unanimité le transfert à Salt Lake City des joueurs sous contrat ou dont les droits appartenaient à ce moment-là à la franchise de l'Arizona, à l'entraîneur canadien André Tourigny (en) et ses assistants, au directeur général, William Armstrong (en), ainsi qu'à l'équipe de dépisteurs et des autres membres de l'encadrement.
Cofondateur et président exécutif de l'entreprise Qualtrics, plate-forme mondiale logicielle, milliardaire, Ryan Smith réussit ainsi son pari d'amener une équipe de la LNH dans l'Utah, alors que Québec, Houston, Kansas City ou encore Atlanta font du pied à la Ligue depuis plusieurs années. Déjà propriétaire de l'équipe de basket-ball du Jazz de l'Utah et de football du Real Salt Lake, le couple Ryan et Ashley Smith acquièrent l'équipe pour 1,2 milliard de $.
Si, avant cela, la LNH n'avait jamais basé de formation dans l'État de l'Ouest américain, Salt Lake City avait vu principalement deux équipes de hockey s'y succéder : les Golden Eagles de Salt Lake, de 1969 à 1994, et les Grizzlies de l'Utah, entre 1994 à 2005.

### Identité de la franchise
Quelques jours après l'approbation de l'équipe par la Ligue, en avril 2024, le propriétaire, Ryan Smith, indique qu'il n'a pas l'intention de se précipiter pour arrêter un choix de nom, de couleurs et de logo. « Nous allons commencer avec le mot Utah sur notre chandail, puis nous allons trouver un logo et tout le reste va tomber en place à mesure que nous allons décider ce que nous allons être. » Seule certitude, le nom n'incluera pas Salt Lake ni Salt Lake City mais celui de l'État, explique Smith. Dans une autre entrevue, il révèle par contre que le nom qui accompagnera Utah sera choisi par les partisans de l'équipe par éliminations successives, parmi huit possibilités. Depuis mi-avril, plusieurs noms de domaines sont réservés auprès de l'United States Patent and Trademark Office, soit le Bureau américain des brevets et des marques de commerce. On y trouve le Blizzard de l'Utah, le Venom de l'Utah, le Fury de l'Utah, le CH de l'Utah, le Club de hockey de l'Utah, le Yeti de l'Utah et les Outlaws de l'Utah. À la fin du mois, Ice et Mammoth viennent s'y ajouter.
Le 8 mai, le Smith Entertainment Group indique dans un premier temps que l'équipe portera le simple nom de Utah, sans couleurs d'équipe ni mascotte. Le groupe annonce par ailleurs les 20 noms finalistes pour nommer l'équipe : Black Diamonds, Blast, Blizzard, Canyons, Caribou, Freeze, Frost, Fury, Glaciers, CH (Club de Hockey) de l'Utah, Hive, Ice, Mammoth, Mountaineers, Outlaws, Powder, Squall, Swarm, Venom et Yeti. Mi-juin, le club précise que, pour la saison 2024-2025, l'équipe prendra finalement le nom provisoire de Club de hockey de l'Utah et que le choix du nom définitif se jouera entre Blizzard, Mammoth, Outlaws, Venom, Yeti ou le maintien de Club de hockey de l'Utah,.
Le 7 mai 2025, la franchise révèle son nom définitif, le Mammoth de l'Utah, défini après un vote des fans, ainsi que son nouveau logo. 

#### Logos principaux

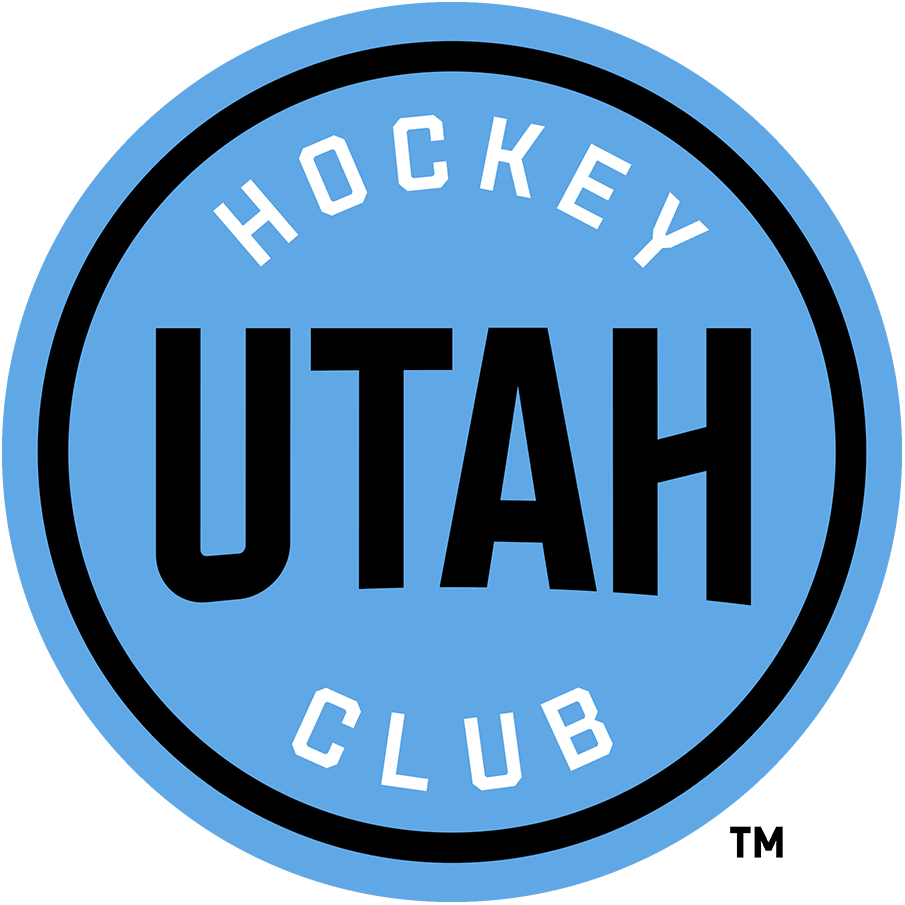
Logo principal 2024-2025
Logo cerclé de blanc 2024-2025
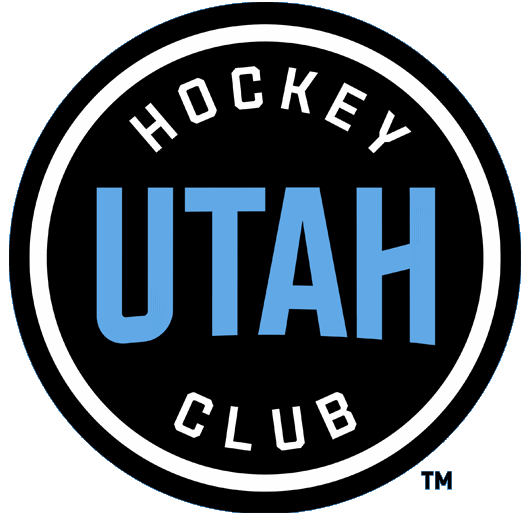
Logo sur fond noir 2024-2025
Logo depuis 2025

#### Logos alternatifs

Logo de la saison inaugurale
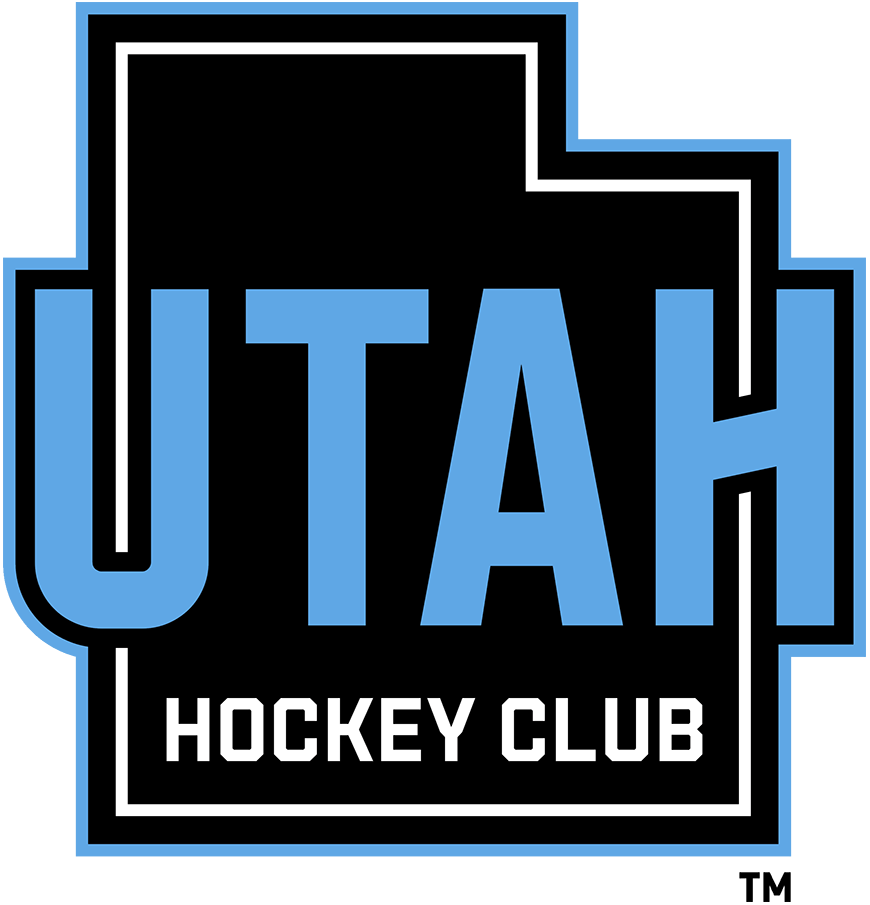
2024-2025
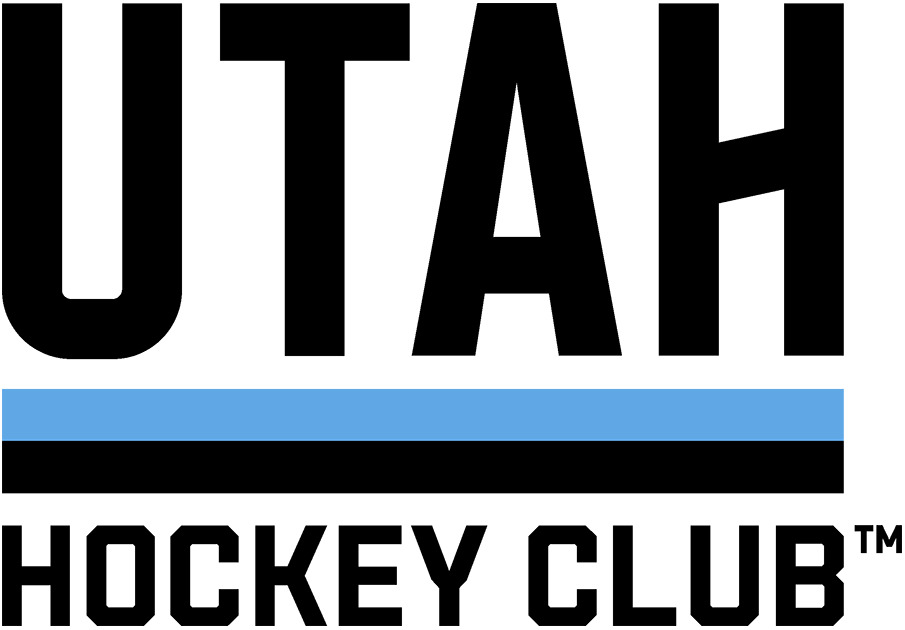
2024-2025
Logo secondaire depuis 2025

## La patinoire de l'équipe

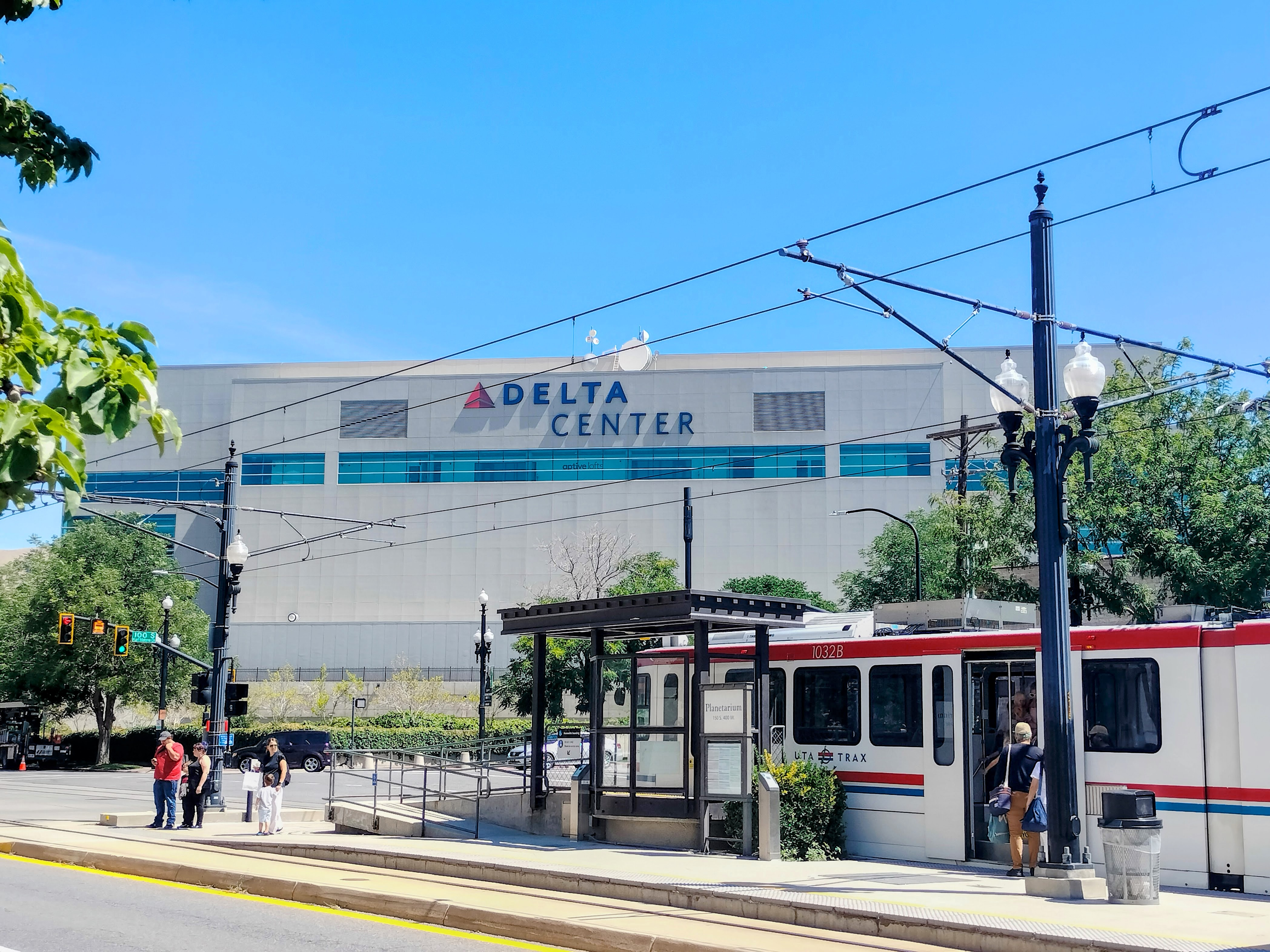
Le Delta Center, l'arène que l'équipe partage avec le Jazz de l'Utah, franchise de la NBA, au nord de Salt Lake City.

Point central qui a précipité la mise en pause des Coyotes de l'Arizona et son « déménagement » dans l'Utah, la patinoire est également un élément primordial pour l'établissement de la franchise dans son nouvel État. Propriétaire tant du Jazz de l'Utah, dans la NBA, que de la nouvelle formation de la LNH, Ryan Smith avance d'emblée son intention de « rénover massivement » le Delta Center, que les deux franchises se partageront dès l'automne 2024. Composé de quelque 16 000 places, dont 4 000 avec une vue obstruée, l'amphithéâtre n'ayant pas été pensé pour du hockey sur glace, il est prévu pour en compter 17 500 places une fois la transformation effectuée. Rafraîchissement qui devrait se dérouler sur plusieurs étés, prévoit Smith. Sa première idée était toutefois de « construire un nouvel aréna plus au sud, mais des responsables du corps législatif sont intervenus pour conserver le Jazz et l'équipe de la LNH au centre-ville », ajoute-t-il, le 19 avril 2024, dans le quotidien local The Salt Lake Tribune.

## Personnalités de l'équipe

### Joueurs

#### Effectif actuel
| No    | Nom                    | Nat. | Position      | Arrivée                            | Salaire        |
| ----- | ---------------------- | ---- | ------------- | ---------------------------------- | -------------- |
| +033, | Jaxson Stauber         |      | Gardien       | 2024 - IceHogs de Rockford         | +02 725 000, $ |
| +039, | Connor Ingram          |      | Gardien       | 2024 - Coyotes de l'Arizona        | +00733 333, $  |
| +070, | Karel Vejmelka         |      | Gardien       | 2024 - Coyotes de l'Arizona        | +02 725 000, $ |
| +002, | Olli Määttä            |      | Défenseur     | 2024 - Red Wings de Détroit        | +03 000 000, $ |
| +004, | Juuso Välimäki         |      | Défenseur     | 2024 - Coyotes de l'Arizona        | +02 000 000, $ |
| +006, | John Marino            |      | Défenseur     | 2024 - Devils du New Jersey        | +04 400 000, $ |
| +007, | Michael Kesselring     |      | Défenseur     | 2024 - Coyotes de l'Arizona        | +01 400 000, $ |
| +010, | Maveric Lamoureux      |      | Défenseur     | 2024 - Voltigeurs de Drummondville | +00886 666, $  |
| +028, | Ian Cole               |      | Défenseur     | 2024 - Canucks de Vancouver        | +03 100 000, $ |
| +036, | Dakota Mermis          |      | Ailier droit  | 2024 - Marlies de Toronto          | +00775 000, $  |
| +041, | Robert Bortuzzo        |      | Défenseur     | 2024 - Islanders de New York       | +00775 000, $  |
| +044, | Kevin Connauton        |      | Défenseur     | 2024 - Reign d'Ontario             | +00950 000, $  |
| +050, | Sean Durzi             |      | Défenseur     | 2024 - Coyotes de l'Arizona        | +06 000 000, $ |
| +052, | Vladislav Koliatchonok |      | Défenseur     | 2024 - Coyotes de l'Arizona        | +07 750 000, $ |
| +098, | Mikhaïl Sergatchiov    |      | Défenseur     | 2024 - Lightning de Tampa Bay      | +08 500 000, $ |
| +008, | Nick Schmaltz          |      | Centre        | 2024 - Coyotes de l'Arizona        | +05 850 000, $ |
| +009, | Clayton Keller – C     |      | Ailier droit  | 2024 - Coyotes de l'Arizona        | +07 150 000, $ |
| +011, | Dylan Guenther         |      | Ailier droit  | 2024 - Coyotes de l'Arizona        | +00894 167, $  |
| +015, | Alexander Kerfoot      |      | Centre        | 2024 - Coyotes de l'Arizona        | +03 500 000, $ |
| +017, | Nick Bjugstad          |      | Centre        | 2024 - Coyotes de l'Arizona        | +02 100 000, $ |
| +022, | Jack McBain            |      | Centre        | 2024 - Coyotes de l'Arizona        | +01 599 999, $ |
| +027, | Barrett Hayton         |      | Centre        | 2024 - Coyotes de l'Arizona        | +02 650 000, $ |
| +038, | Liam O'Brien           |      | Centre        | 2024 - Coyotes de l'Arizona        | +01 000 000, $ |
| +053, | Michael Carcone        |      | Ailier gauche | 2024 - Coyotes de l'Arizona        | +00775 000, $  |
| +063, | Matias Maccelli        |      | Ailier gauche | 2024 - Coyotes de l'Arizona        | +03 425 000, $ |
| +067, | Lawson Crouse – A      |      | Ailier gauche | 2024 - Coyotes de l'Arizona        | +04 300 000, $ |
| +082, | Kevin Stenlund         |      | Centre        | 2024 - Panthers de la Floride      | +02 000 000, $ |
| +092, | Logan Cooley           |      | Centre        | 2024 - Coyotes de l'Arizona        | +00950 000, $  |

#### Numéros retirés
| No  | Joueur        | Position | Carrière  | Date du retrait |
| --- | ------------- | -------- | --------- | --------------- |
| 99* | Wayne Gretzky | Centre   | 1978-1999 | 6 février 2000  |

* Numéro retiré pour toutes les équipes par la LNH lors du 50e Match des étoiles.

### Dirigeants
Deux jours après l'acquisition de la franchise, le propriétaire, Ryan Smith, confirme que tant l'entraîneur-chef André Tourigny (en) que le directeur général, William Armstrong (en), sont désignés pour devenir les premiers dirigeants de la franchise, après son départ de l'Arizona, où les deux précités étaient en place.

#### Entraîneurs-chef
| No | Nom                 | Engagement        | Départ | Saison régulière | Saison régulière | Saison régulière | Saison régulière | Saison régulière | Saison régulière | Séries éliminatoires | Séries éliminatoires | Séries éliminatoires | Séries éliminatoires | Remarques |
| No | Nom                 | Engagement        | Départ | PJ               | V                | D                | DP               | P                | % V              | PJ                   | V                    | D                    | % V                  | Remarques |
| -- | ------------------- | ----------------- | ------ | ---------------- | ---------------- | ---------------- | ---------------- | ---------------- | ---------------- | -------------------- | -------------------- | -------------------- | -------------------- | --------- |
| 1  | André Tourigny (en) | 1er juillet 2021* |        |                  |                  |                  |                  |                  |                  |                      |                      |                      |                      |           |

* Déjà en place avec les Coyotes de l'Arizona, avant le déménagement en Utah.

#### Directeurs généraux
| No | Nom                    | Engagement         | Départ | Remarques |
| -- | ---------------------- | ------------------ | ------ | --------- |
| 1  | William Armstrong (en) | 17 septembre 2020* |        |           |

* Déjà en place avec les Coyotes de l'Arizona, avant le déménagement en Utah.